# باکلان تاجدار
باکلان تاجدار (نام علمی: Microcarbo coronatus) نام یک گونه از تیره باکلانان است.